# Mustafa Nadhim
Mustafa Nadhim Jari Al-Shabbani (23 de setembro de 1993) é um futebolista profissional iraquiano que atua como defensor, atualmente defende o Naft Al-Wasat.

## Carreira
Mustafa Nadhim fará parte do elenco da Seleção Iraquiana de Futebol nas Olimpíadas de 2016.